# Mischocyttarus haywardi
Mischocyttarus haywardi är en getingart som beskrevs av Willink 1953. Mischocyttarus haywardi ingår i släktet Mischocyttarus och familjen getingar. Inga underarter finns listade i Catalogue of Life.